# Silverhill (Alabama)
Silverhill es un pueblo ubicado en el condado de Baldwin en el estado estadounidense de Alabama. En el censo de 2000, su población era de 616.

## Demografía
En el 2000 la renta per cápita promedia del hogar era de $ 42.083$, y el ingreso promedio para una familia era de 51.964$. El ingreso per cápita para la localidad era de 20.723$. Los hombres tenían un ingreso per cápita de 30.417$ contra 25.938$ para las mujeres.

## Geografía
Silverhill está situado en 30°32′42″N 87°45′1″O / 30.54500, -87.75028 (30.545264, -87.750517)
Según la Oficina del Censo de los EE. UU., la ciudad tiene un área total de 1.19 millas cuadradas (3.08 km²).